# Prodotto (economia)
Un prodotto, in economia, è un insieme di attributi tangibili e intangibili di un bene o un servizio volti a procurare un beneficio a un utilizzatore, ottenuto tipicamente attraverso un processo di produzione o creazione a partire da risorse iniziali e con valore aggiunto finale. Con visione diversa, ma complementare, un prodotto è il risultato di un processo di realizzazione (se materiale) o di erogazione (se servizio, ovvero prodotto immateriale).

## Caratteristiche
Nel marketing, il prodotto è anche una delle 4P del marketing mix. Viene definito come tutto ciò che può essere offerto a un mercato per attenzione, acquisizione, uso o consumo, per soddisfare un desiderio o un bisogno. Un prodotto non è quindi solamente l'oggetto fisico in sé (bene), ma include anche servizi, persone, luoghi, organizzazione e idee.
Proprio per questo, nell'ambito del marketing, si parla sempre di più di Sistema Prodotto e non di più di prodotto semplice. Il Sistema Prodotto è infatti formato dal prodotto fisico-tecnico, dall'imballaggio, dal marchio e dai servizi accessori.
Il sistema prodotto è dunque formato da:
- Prodotto fisico-tecnico: prodotto materiale, componenti, caratteristiche tecniche, funzionali e di comfort.
- Imballaggio: confezionamento, imballi, etichette e cartellini, stile, colore, design.
- Servizi accessori: trasporto, collaudo, assicurazioni e garanzie, manutenzione e assistenza, manualistica e istruzioni, certificazioni e dichiarazioni di conformità.
- Marca: marchio registrato ed inutilizzabile dai concorrenti, tutto ciò può aumentare il livello del posizionamento.

Relativamente ai servizi accessori si è assistito alla diffusione, col passare del tempo, del concetto di pay per use (PPU) che ha portato le imprese a prendere a noleggio i beni (specie se strumentali) anziché acquistarli in se e per sé. Inoltre, sempre nell'ambito dei servizi, si è assistito, col passare degli anni, al concetto di dematerializzazione del prodotto laddove, i prodotti, prima fisicamente reperibili si sono trasformati in servizi (brani scaricabili in sostituzione dei DVD). L'esempio più emblematico è il software sempre meno prodotto e sempre più servizio (dal punto di vista contrattuale, tecnologico e di utilizzo, basti pensare al concetto di SaaS).
Durante le fasi di progettazione e produzione si fa riferimento ai vari componenti di ciascun prodotto attraverso la distinta base.

### Fornitura
Attiguo al concetto di prodotto, è quello di fornitura che è, concretamente, il risultato dell'approvvigionamento di uno o più prodotti, eseguito da un cliente presso un fornitore. Nel gergo logistico si usa spesso dire "la consegna di un ordine" per intendere l'evasione della singola fornitura, regolata da uno specifico (numero e data) ordine di acquisto.
In termini generali, la fornitura è composta da: numero progressivo (riga ordine), codice articolo, descrizione e quantità articolo, data e luogo di consegna, condizione di resa, termine di pagamento, importo parziale (della singola riga articolo) e importo totale.
In casi specifici (conto lavoro, reso, ecc.) la fornitura può avere anche un flusso contrario ovvero da un cliente ad un fornitore.

## Classificazione
In merceologia si studia il concetto di classificazione delle merci nonché di categorizzazione e scomposizione delle stesse.
Un prodotto si può classificare per:
- famiglia di bisogno: bisogno che origina la famiglia di prodotto (es. bisogno di locomozione)
- famiglia di prodotto: classi di prodotto che soddisfano un bisogno (es. automobili)
- classe di prodotto: gruppo di prodotti con funzioni simili
- linea di prodotto: gruppo di prodotti con un elemento comune
- gruppo di prodotto: articoli di una linea con una caratteristica comune
- marca: prodotti con un preciso nome
- referenza: varianti di un prodotto specifico
- articolo: sinonimo di referenza

Sino ai significati  di prodotto come la famiglia, classe, gruppo e simili, si parla di tipi di un prodotto (prodotti con alcune caratteristiche in comune); invece, con articolo (referenza) si è individuato uno specifico prodotto cioè il massimo grado di analiticità dal punto di vista delle caratteristiche e proprietà (proposte al mercato da parte di un produttore). In molti casi si unifica, semplificando, linea a gruppo.
Si usa anche il concetto di gamma di prodotto per significare, a seconda dei casi, o la "linea" o il "gruppo" di prodotto. Spesso il termine "gamma" lo si riserva per indicare un livello prestazionale di una famiglia di prodotto. La serie, invece, è la successione temporale di una marca di prodotto (come le serie di un modello di automobile). Alcuni usano il termine "serie" al posto di linea o gruppo ovvero la declinazione di articoli appartenenti ad una famiglia. La marca è il nome distintivo di un prodotto entrato nell'uso comune da parte del mercato ma è un concetto più di marketing che di produzione. Nel linguaggio economico e del marketing per prodotto s'intende soprattutto "famiglia" o al più "classe" di prodotto; in quello industriale e delle vendite, invece, s'intende "linea" di prodotto e "articolo". Nel gergo del magazzino si usa molto spesso il termine codice come sinonimo di articolo, sebbene il codice prodotto (tipicamente una stringa alfanumerica) sia solo una delle proprietà anagrafiche di una referenza e comunque anche gli altri livelli (della distinta base dell'articolo finito) possono essere codificati. Da notare che la classificazione di prodotto non si applica solo al prodotto finito, ma anche ai semilavorati e alle materie prime o a macchine, attrezzature, opere e servizi.
Ad esempio: prodotto penna a sfera; marca Bic; articolo M10 clic blu (cod. 3460001590, serie 2024, lotto 24AF43).  Questo articolo fa poi parte di una certa famiglia di prodotto (biro), classe (inchiostro colorato), linea (biro a scatto), gruppo (tratto medio). L'inizio della distinta di categorizzazione merceologica è "cancelleria" (famiglia di bisogno).
Matricola o seriale (serial number) è un codice che identifica univocamente un esemplare di un certo articolo di prodotto. Il lotto invece è un insieme omogeneo (di prodotto) realizzato con medesime condizioni produttive. Il concetto di lotto è relativo in quanto ogni settore gli assegna un significato operativo specifico (per l'alimentare o il farmaceutico è una cosa, per l'automobilistico o il siderurgico è un'altra). Matricola e lotto sono mezzi di identificazione temporale di prodotto e sono utili, ad esempio, per la rintracciabilità.
Un altro livello di classificazione riguarda lo stato relativo al ciclo di produzione/distribuzione. Pertanto, un prodotto può essere:
- materia prima;
- semilavorato;
- prodotto finito.

Si noti che questa classificazione è relativa lungo la catena di fornitura (per la fabbrica che realizza e vende "materie prime" queste sono "prodotti finiti").

### Opera
L'opera è un  particolare tipo  di prodotto essendo un bene a "esemplare unico" (come nel caso dell'edilizia, architettura o impiantistica). Da qui il concetto di "posa in opera". Parlando di opere spesso non si usa il termine produzione ma costruzione. Il manufatto è un'opera prevalentemente ottenuta dal lavoro manuale.
Esempi di opere: edifici, ponti, strade, dighe, reti ferroviarie o metropolitane, linee elettriche o idrauliche, sistemi produttivi industriali complessi, prototipi di ricerca tecnologica, ecc.
Quando un'opera è il risultato di un'attività artistica e non economica allora prende il nome di opera d'arte.
Da notare che le opere non sono solo di natura materiale: anche un servizio può essere un'opera (ad esempio il servizio di raccolta e smaltimento di rifiuti urbani).

### Ricambio e accessorio
Un ricambio e un accessorio sono prodotti che hanno una funzione complementare in associazione ad un altro (sistema). In dettaglio:
- un ricambio è un prodotto (articolo) impiegato per sostituire uno identico (al limite simile) ma usurato, guasto, smarrito, difettoso. Ad esempio: la guarnizione della piastrina filtro di una moka;
- un accessorio è un prodotto (articolo) impiegato per aggiungere funzioni o aumentare prestazioni ad un prodotto base già in corso di utilizzo oppure ancora da vendere. Ad esempio: le barre portapacchi per automobile.

Chiaramente un ricambio potrebbe essere anche relativo ad un accessorio. La produzione, vendita e/o montaggio di ricambi e accessori sono una classica attività di assistenza post vendita.

## Tipologia
Un prodotto parte da una forma base (core), per poi poter essere ampliato in funzione delle esigenze del mercato e dell'impresa.
- Prodotto essenziale (core product): è il prodotto o servizio che il consumatore acquista per soddisfare una necessità.

(es. un'automobile)
- Prodotto atteso (expected product): comprende altre parti di un prodotto, non essenziali, ma che si combinano per fornire dei benefici: qualità, profilo estetico, caratteristiche tecniche, marca.

(es. un'automobile con determinate caratteristiche di velocità, sicurezza...)
- Prodotto ampliato (augmented product): include un bundle of benefits, cioè un fascio di servizi e benefici aggiuntivi offerti al cliente: garanzia, consegna gratuita, installazione...

(es. garanzia di 5 anni sull'automobile acquistata)
- Prodotto potenziale (potential product): è teoricamente tutto ciò che si può arrivare ad offrire al consumatore, anche per soddisfare bisogni di cui egli non ha ancora la consapevolezza.

## Ciclo di vita
Ogni prodotto posto in commercio segue un proprio ciclo di vita, rappresentato dalle seguenti fasi:
- Introduzione o lancio - il prodotto è introdotto nel sistema produttivo
- Sviluppo - la domanda si espande e le vendite pure, vengono aggiunte nuove caratteristiche al prodotto
- Maturità - l'impresa che aveva originariamente lanciato il prodotto deve difendere la quota di mercato raggiunta, in pratica deve fare in modo che i compratori non passino alla concorrenza
- Saturazione - le vendite rallentano e toccano il massimo livello
- Declino - le vendite cominciano gradualmente a diminuire
- Ritiro o Rivitalizzazione - quando il prodotto non raggiunge più un livello di vendite soddisfacente per il venditore, questi può procedere al ritiro del prodotto dal mercato o al suo restyling (l'apporto di modifiche sostanziali), iniziando così una nuova fase di espansione.

## Premium
Con la parola premium si designa normalmente una categoria superiore di un prodotto cioè la versione con requisiti prestazionali maggiori o con maggiori funzioni di quello "base". Ovviamente, significa anche "prezzo maggiore" della versione ordinaria (premium significa infatti premio).